# Alfred Mann (Musikwissenschaftler)
Alfred Balder Mann (* 28. April 1917 in Hamburg; † 21. September 2006 in Fort Wayne, Indiana) war ein deutsch-amerikanischer Musikwissenschaftler, Cembalist und Hochschullehrer.

## Leben
Alfred Mann war ein Sohn des Malers Wilhelm Mann (1882–1957) und dessen Frau Edith Weiss-Mann (1885–1951), einer bekannten Cembalistin, Klavierpädagogin und Musikkritikerin. Er studierte an der Berliner Musikhochschule bei Kurt Thomas, Hans Mahlke und Max Seiffert.
1937 emigrierte er zunächst nach Italien, 1938 dann in die USA, wo er 1939 am Curtis Institute of Music in Philadelphia ein Diplom erhielt. Als Student von Paul Henry Lang erwarb er außerdem Abschlüsse an der Columbia University (MA 1950, PhD 1955). 
Von 1947 bis 1980 war Alfred Mann Professor für Musik an der Rutgers University und anschließend bis 1987 Professor für Musikwissenschaft an der Eastman School of Music in Rochester.

## Publikationen (Auswahl)
- The Study of Fugue, New York: Norton 1965 (Digitalisat)
- The Great Composer as Teacher and Student: Theory and Practice of Composition, 1987 (Digitalisat)